# Запорізький головпоштамт
Запорізький головпошта́мт — головна будівля Запорізької дирекції державного підприємства поштового зв'язку «Укрпошта» у місті Запоріжжя, головне поштове відділення Запорізької області за поштовим індексом 69000 (з 1991 року, до того був — 330000).
Запорізька дирекція УДППЗ «Укрпошта» є філією Підприємства, без статусу юридичної особи, працює на підставі Положення, затвердженого наказом генерального директора УДППЗ «Укрпошта» від 08.09.2006 року № 401.
Місце знаходження дирекції: проспект Соборний, 133, м. Запоріжжя, Україна, 69005.
Дирекція здійснює свою діяльність від імені Підприємства у межах наданих їй повноважень.
Дирекція має у своєму складі відособлені виробничі підрозділи — Центри поштового зв'язку, поштамт, які діють на підставі положень про них, затверджених дирекцією.

## Історія
Через п'ятнадцять років, після заснування Олександрівської фортеці в 1770 році, почала існування поштова дистанція, яку також йменували «військовою поштою». Завідував нею Петро Федорович Згурський — «значковий товариш Переяслівського Малоросійского полку». У його розпорядженні було 9 козаків з Донського полку, або як ми тепер говоримо, — листоноші. Але в описуваному нами році, положення справ поштових значно перемінилося. Напередодні, у 1797 році, вийшов Іменний Найвищий указ, в якому передбачалося — утримання поштових станцій покласти на дворян, міських і сільських обивателів, і тільки в менш людних місцях (найближчих до земель Війська Донського та Чорноморського) поштову повинність зобов'язані були нести козаки.
До 1798 року посад Запоріжжя з'єднувався з Новоросійськом (Катеринославом) поштовими трактами, що мали напрямок по правому та лівому берегам Дніпра. Аж ніяк не безпечним була подорож по цих дорогах. Тракт між Олександрівськом і Великим Токмаком, вважався особливо небезпечним для перевезення грошових листів і естафет. По незаселеному просторі між Олександрівськом і Перекопом, який ще називали Диким Полем, кочували калмицькі та ногайські орди, а на Великому Лузі «чимало валандалося бродячого люду», що грабував і поштові трійки, і чумацькі валки. На трактах, що не скрізь пролягали по рівній дорозі, існували наплавні мости, гати (настили з колод або хмизу для проїзду через топке місце) і перевози на поромах та дубах (човнах, видовбаних у стовбурі дерева). Серйозними перешкодами були річки Дніпро, Самара, Вільна, Суха Московка, Вороная-Осокоровка, Мокра Московка та Кінська.
До того ж, і в «старі добрі часи» кожний на своєму місці намагався не скривдити власну кишеню. Про першу пошту в Олександрівську зберігся цікавий переказ. Тоді при відправленні простих листів марок не наклеювали, їх, як відомо, увели тільки в наступному сторіччі. При здачі листа, людина зобов'язана була сплатити 10 копійок за пересилання. Розписку, зрозуміло, ніхто не давав. Якось один з поміщиків купив будинок, у якому колись розташовувалася пошта Олександрівська. Стару будівлю він вирішив зруйнувати, а коли узявся за справу, то виявив підпілля, а в ньому — «великий скарб» — кілька тисяч невідправлених листів.
Поштові правила, які видані в 1798 році:
|  | Згідно Іменного указу, станції повинні були розташовуватися друг від друга в 20-30 верстах. Швидкість пересування теж була строго регламентована: «поштові валізи та кур’єрів» пропонувалося везти зі швидкістю 12 верст на годину, а пасажирів – 10 верст на годину. Подорожні грамоти повинні бути підписаними рукою «Імператорського Спадкоємця», Військовим або Цивільним губернатором, а з «чужих країв» – послом або міністром Імператорської Величності. Що же стосується дотримання порядків на поштових станціях, то про це говорилося так: “Якщо ямщіки вчиняти будуть у проїзді пошти безладдя, уповільнення, пияцтво, суперечки…, то на кожній станції при зборах всіх ямщиків, до винних застосовувати найжорстокіше покарання… самим управителям міцно дивитися, тому що й самі вони, у випадку несправності своєї, без штрафу залишені не будуть…” |

## Сучасність
Запорізька дирекція УДППЗ «Укрпошта» розпочала свою роботу 1 січня 1995 року. На той час до її складу входили: Запорізький поштамт, 20 районних вузлів поштового зв'язку, 578 відділень поштового зв'язку.
У вересні 2002 року на базі вищого професійного училища № 23 було урочисто відкрито першу у Запоріжжі навчальну групу з підготовки фахівців такої дефіцитної спеціальності як «оператор поштового зв'язку». Його створення ініціювали директор Запорізької дирекції УДППЗ «Укрпошта» Олександр Насєкан і директор ПТУ № 23, депутат міськради Володимир Полухін.
У 2003 році, до 60-річчя визволення міста від фашистських загарбників Запорізька дирекція УДППЗ «Укрпошта» зробила подарунок рідному краю в останній день Міжнародного тижня листа. Вперше в Україні була випущена поштова марка «Запорізька область» з серії «Регіони й адміністративні центри України». Вона створювалась у видавництві «Марка України» художником Олександром Калмиковим. На поштовій мініатюрі відображена уся історія Запорізького краю з давніх часів і до наших днів. На марці зображено кам'яного воїна половецьких часів, монументальні фігури якого й у наш час охороняють спокій легендарного острова Хортиця, колоритний герб Запорізької області– символ волелюбного козацтва та візитну картку сучасного індустріального Запорізького краю — Дніпровську гідроелектростанцію.
Урочиста презентація марки пройшла в останній день Міжнародного тижня листа, 11 жовтня 2003 року на Покровському ярмарку у День міста. Директор Запорізької дирекції Олександр Насєкан зазначив, що випуск цієї марки — подія не тільки у суспільному житті Запорізької області, але й у філателії України та зарубіжжя. Введена в обіг, марка потрапляє у філателістичні каталоги, одержує власний номер і у такий спосіб увічнюється в історії світової філателії. З того часу Запорізька область має власний знак поштової оплати, свою візитну картку. Це ще один крок на шляху популяризації Запоріжжя та області серед інших регіонів України.
У квітні 2007 року з нагоди святкування 40-річчя поштамту, був організований «День передплатника» та ярмарок з вікторинами, розіграшем призів від редакцій місцевих видань, для випускників шкіл проведена екскурсія по поштамту, була відкрита гаряча лінія зі спеціалістами галузі.
З 1 березня 2004 року розпочато створення центрів поштового зв'язку на базі районних вузлів.
З 1 жовтня 2006 року відповідно до Програми оптимізації мережі поштового зв'язку Запорізької дирекції, затвердженої у Запорізькій обласній державній адміністрації, проведена реорганізація мережі поштового зв'язку та створені:
- Поштамт — Центр поштового зв'язку № 1 — на базі Запорізького поштамту та Вільнянського вузла поштового зв'язку у м. Запоріжжі;
- Центр поштового зв'язку № 2 — на базі Бердянського та Приморського вузлів поштового зв'язку у м. Бердянськ;
- Центр поштового зв'язку № 3 — на базі Василівського, Михайлівського, Кам'янсько -Дніпровського та Енергодарського вузлів поштового зв'язку у м. Василівка;
- Центр поштового зв'язку № 4 — на базі Мелітопольського, Веселівського, Приазовського та Якимівського вузлів поштового зв'язку у м. Мелітополь;
- Центр поштового зв'язку № 5 — на базі Гуляйпільського, Новомиколаївського та Оріхівського вузлів поштового зв'язку у м. Оріхів;
- Центр поштового зв'язку № 6 — на базі Куйбишевського, Пологівського і Розівського вузлів поштового зв'язку у м. Пологи;
- Центр поштового зв'язку № 7 — на базі Токмацького та Чернігівського вузлів поштового зв'язку у м. Токмак.

Сам процес об'єднання пройшов у заплановані строки та згідно графіку. Темпи роботи не порушено, планові завдання виконуються вчасно. Доходи, отримані центром за минулий період, покривають нещодавню збитковість окремих вузлів поштового зв'язку. Обслуговування клієнтів та якість надання послуг залишилися на попередньому рівні..
Станом на 1 січня 2010 року у Запорізької дирекції УППЗ «Укрпошта» створені та працюють 7 центрів поштового зв'язку.